# 大邱達城消防署
大邱達城消防署（テグダルソンしょうぼうしょ）は大邱消防安全本部所属の消防署である。

## 管轄区域
- 達城郡（ただし、多斯邑、河濱面、嘉昌面を除く）

## 沿革
- 1997年4月9日 - 大邱達西消防署から分離して論工邑に仮設の形で開署。
- 1998年12月8日 - 玄風面に現在の建物が完成。移転。

## 119安全センター
| 119安全センター     | 住所                          | 管轄区域                   | 地域隊 |
| ------------------- | ----------------------------- | -------------------------- | ------ |
| 玄風119安全センター | 達城郡玄風面琵瑟路480         | 達城郡のうち玄風面、瑜伽邑 |        |
| 論工119安全センター | 達城郡論工邑論工中央路33ギル5 | 達城郡のうち論工邑         | 金圃   |
| 花園119安全センター | 達城郡花園邑ファアム路122     | 達城郡のうち花園邑、玉浦面 | 玉浦   |
| 求智119安全センター | 達城郡求智面達城2次路111      | 達城郡のうち求智面         |        |